# 富山地方鐵道本線
富山地方鐵道本線（日语：／ Honsen */?），是屬於富山地方鐵道，連結富山縣富山市的電鐵富山站與同縣黑部市的宇奈月溫泉站的鐵路線。

## 路線資料
- 路線距離（營業距離）：53.3公里
- 軌距：1067毫米
- 站數：41個（包括起終點站）
- 複線路段：電鐵富山站－稻荷町站之間
- 電氣化路段：全線（直流1500V）
- 閉塞方式：自動閉塞式
- 最高速度：95公里/小時

## 歷史
目前的富山地方鐵道本線過去曾分屬多條不同的鐵路路線，其中最早開始營運的路段位於現在西滑川車站至新宮川車站（當時名為江上車站）之間，於1913年開始營運，最初屬於「立山輕便軌道」，後在1917年更名為「立山鐵道」，原本的路線是自滑川車站經上市車站至五百石車站。
1914年「富山輕便鐵道」（後更名為「富山鐵道」）開通富山車站至笹津車站的鐵路路線，其中富山車站至稻荷町車站的路段即屬於現在的富山地方鐵道本線。
在1919年成立的「東洋鋁業」為利用黑部川上游的水力資源作為發電來源，成立「黑部鐵道」興建自三日市車站（現在的黑部車站）至桃原車站（現在的宇奈月溫泉車站）的鐵路路線，以搬運水利工程所需物資，此段鐵路也在1922年至1923年期間陸續通車開始營運。
1927年「大岩鐵道」（後更名為「富山電氣鐵道」）開始規劃興建自富山經上市車站至大岩的鐵路路線，其中在富山車站與稻荷町車站之間直接沿著原本「富山鐵道」旁興建自己的鐵路，在1931年完成了自富山市區至上市車站之間的路段，並在同年合併「立山鐵道」並完成鐵路修改後，成為可以直接自富山市區至滑川車站的鐵路路線。此後富山電氣鐵道接著開始興建自滑川車站至西三日市車站（現在的電鐵黑部車站），並在1935年及1936年陸續完成通車。
1943年為配合《陸上交通事業調整法》，包含富山電氣鐵道及黑部鐵道在內，位於富山縣內的各鐵路公司一同被整併為富山地方鐵道；自富山車站至西三日市車站（現在的電鐵黑部車站）之間的路段被命名為「本線」，原屬黑部鐵道的路線則被命名為「黑部線」；不過在同年黑部線的供電電壓由600V提昇至1500V，並修改月台後，使得列車可由富山站經由富山地方鐵道的本線直通運轉至黑部線的終點站。最終在1969年，黑部線被併入富山地方鐵道的本線。

## 運行形態
約每30至60分鐘有一班行駛於電鐵富山站至宇奈月溫泉站之間直通列車，另外也有行駛於電鐵富山站至上市站、中滑川站、電鐵黑部站之間的區間列車。過去曾經在平日早上繁忙時間設有1個往返班於電鐵富山站至越中荏原站之間的班次，但由於富山地方鐵道車輛的方向幕中沒有設置「越中荏原」這個地點，因此該班次在行駛時，方向幕會設為空白，然後在擋風玻璃上放上標示「越中荏原」的紙牌。
於早上通勤上學繁忙時間，在由3至4卡編成的列車上會有車掌執勤，其餘時間則是以2卡編成的列車並採一人控制運輸。由於立山線的列車會駛入至電鐵富山站至寺田站之間的路段，因此該區間全日都是以10至20分鐘一班。
在2007年3月26日實施的班次表，平日行走於電鐵富山站至上市站之間的班次增加了10班。另外，本來於在滑川站折返的20班列車改至電鐵黑部站折返，也調整了部分尾班車的時間。
在2013年12月26日配合新相之木站啟用再次修改了班次表。平日的1班快速急行降級為急行，直通至立山線的急行列車升級為快速急行列車，另外重新開設了特急列車，以及實驗性的於西魚津站至宇奈月溫泉站之間增加4班列車。
在2018年3月17日修正中，上行的快速急行班次被廢除，早上只有1班列車直通至立山線。

### 「阿爾卑斯特快」
「阿爾卑斯特快」使用由水戶岡銳治設計的16010形翻新車輛。在2011年12月23日起開始在各線行走。除了行走本線直通至立山線、不二越和上瀧線的普通列車外，曾經也行走於電鐵富山至宇奈月溫泉之間的特急班次。平日通常只有2卡編成，在星期六及假日的觀光列車中，會連結中間車廂，以3卡編成行走，當中中間車廂是座位指定席（費用220日圓，截至2019年10月1日）。

### 「雙層特快」
京阪轉讓了3000系電動列車給富山地鐵，在富山地鐵的型號為10030形。當中10034編成的塗裝復原為京阪特急色。在2013年3月31日，3000系於京阪本線上結束行走後，便把3000系的雙層車廂轉讓給富山地鐵，在經過小改裝後與10034編成連結。該編成被稱為「雙層特快」，並於2013年8月25日開始行走。以3卡編成。
在京阪特急專用車輛中，乘客乘坐雙層車廂是免費的（但是，現時8000系編成中，1卡是收費車輛）。但是在富山地鐵則為收費。在乘坐特急時需要支付特急費用，當中乘坐雙層車廂時另外需要支付座位指定費用（220日圓，截至2019年10月1日）。曾經，使用該車輛行走任何班次時，都必須支付座位指定費用，截至2022年4月，當列車行走特急以外班次時，包括雙層車廂都是自由席。
截至2022年7月，中間車廂（雙層車廂）現時在稻荷町工場放置中，不在編成中。現時10030形列車只以2卡編成，行走普通列車班次。

### 過去的類別與停車站
曾經設有「A急行」和「B急行」，以分辨兩組急行停車站。另外設有需要特急券和座位指定券的特急「宇奈月」，需要特急券的「特急」（沒有列車愛稱），以及「準急」（1982年冬季時間表前）等類別。
|                | 電鐵富山 | 稻荷町 | 東新庄 | 越中荏原 | 越中三郷 | 越中舟橋 | 寺田 | 越中泉 | 相之木 | 上市 | 新宮川 | 中加積 | 西加積 | 西滑川 | 中滑川 | 滑川 | 濱加積 | 早月加積 | 越中中村 | 西魚津 | 電鐵魚津 | 魚津 | 經田 | 電鐵石田 | 電鐵櫻井 | 東三日市 | 荻生 | 長屋 | 舌山 | 若栗 | 栃屋 | 浦山 | 下立口 | 下立 | 愛本 | 內山 | 音澤 | 宇奈月溫泉 |
| 特急「宇奈月」 | ●        | ●      | —      | —        | —        | —        | ●    | —      | —      | ●    | —      | —      | —      | —      | ●      | —    | —      | —        | —        | —      | ●        | ●    | —    | —        | ●        | ●        | —    | —    | —    | —    | —    | ●    | —      | —    | ●    | —    | —    | ●          |
| A急行          | ●        | ●      | —      | ●        | —        | ●        | ●    | —      | —      | ●    | —      | —      | —      | —      | ●      | ●    | —      | —        | —        | —      | ●        | ●    | —    | ●        | ●        | ●        | —    | —    | —    | —    | —    | ●    | —      | —    | ●    | —    | —    | ●          |
| B急行          | ●        | ●      | ●      | —        | ●        | —        | ●    | —      | —      | ●    | —      | ●      | —      | —      | ●      | ●    | —      | —        | —        | —      | ●        | ●    | ●    | —        | ●        | ●        | —    | —    | —    | —    | —    | ●    | —      | —    | ●    | —    | —    | ●          |
| 準急           | ●        | ●      | ●      | ●        | ●        | ●        | ●    | —      | —      | ●    | —      | ●      | —      | —      | ●      | ●    | —      | —        | —        | ●      | ●        | ●    | ●    | ●        | ●        |          |      |      |      |      |      |      |        |      |      |      |      |            |

|                | 電鐵富山 | 稻荷町 | 東新庄 | 越中荏原 | 越中三郷 | 越中舟橋 | 寺田 | 越中泉 | 相之木 | 上市 | 新宮川 | 中加積 | 西加積 | 西滑川 | 中滑川 | 滑川 | 濱加積 | 早月加積 | 越中中村 | 西魚津 | 電鐵魚津 | 魚津 | 經田 | 電鐵石田 | 電鐵櫻井 | 東三日市 | 荻生 | 長屋 | 舌山 | 若栗 | 栃屋 | 浦山 | 下立口 | 下立 | 愛本 | 內山 | 音澤 | 宇奈月溫泉 |
| 特急「宇奈月」 | ●        | —      | —      | —        | —        | —        | ●    | —      | —      | ●    | —      | —      | —      | —      | —      | —    | —      | —        | —        | —      | —        | ●    | —    | —        | ●        | —        | —    | —    | —    | —    | —    | —    | —      | —    | —    | —    | —    | ●          |
| 特急           | ●        | —      | —      | —        | —        | —        | ●    | —      | —      | ●    | —      | —      | —      | —      | ●      | —    | —      | —        | —        | —      | ●        | ●    | —    | —        | ●        | ●        | —    | —    | —    | —    | —    | ●    | —      | —    | ●    | —    | —    | ●          |
| 急行           | ●        | ●      | ●      | ●        | ●        | ●        | ●    | —      | —      | ●    | —      | ●      | —      | —      | ●      | ●    | —      | —        | —        | —      | ●        | ●    | ●    | ●        | ●        | ●        | —    | —    | ●    | —    | —    | ●    | —      | —    | ●    | —    | —    | ●          |

#### 特急列車
曾經設有行走於電鐵富山站至宇奈月溫泉站之間的特急「宇奈月」行走。以及除了冬季外，行走於寺田站至宇奈月溫泉站之間，直通至立山線的「阿爾卑斯特急」。所有特急在乘車需要購入特急券（沒有指定座位）。
另外，在2013年12月26日起，開設了從電鐵富山站前往立山的特急「立山」，當中途經本線電鐵富山站至寺田站之間（實際在2014年4月16日開始行走）。
在2016年3月26日起，開設了行走於電鐵黑部站至宇奈月溫泉站之間的特急「黑部」。
以前設有日本國有鐵道（國鐵）、西日本旅客鐵道（JR西日本）和名古屋鐵道（名鐵）的特急、急行列車從富山站駛入至富山地方鐵道本線。由於國鐵/JR西日本（交流電）與富山地方鐵道本線（直流電）的電力系統有所不同，因此在富山站內的渡線設有中性區（該渡線隨著JR富山站高架化工程而已經撤走）。在1970年至1983年之間，設有行走在名鐵、國鐵和富山地方鐵道三間公司的特急「北阿爾卑斯」，該列車會駛入至富山地方鐵道的立山站。在1990年代至1999年前，JR西日本會開設特急列車駛入至立山站，這些特急列車愛稱為「超級雷鳥立山」、「雷鳥立山」、「Spur立山」和「渡假立山」，另外開設了特急列車駛入宇奈月溫泉站，這些特急列車愛稱為「超級雷鳥宇奈月」和「雷鳥宇奈月」。 
在2021年4月1日時間表修正中，於冬季只有上行「宇奈月」1班，在其他季節還有從宇奈月溫泉前往立山的「阿爾卑斯特急」1班。在2022年4月15日時間表修正中，包含季節列車，再沒有定期特急列車行走富山地方鐵道本線。

##### 特急「宇奈月」
特急「宇奈月」是行走於電鐵富山站至宇奈月溫泉站之間的特急列車。在2022年4月15日時間表修正後被廢除。
運行班次
平日冬季（12月至翌年4月中旬）3個往返班次，其他季節（4月中旬至11月）2個往返班次
星期六及假日冬季下行3班、上行6班，其他季節下行2班、上行4班
※在2021年4月1日時間表修正起，在非「阿爾卑斯特急」運輸日，只有上行1班
使用車輛
使用16010形電動列車等列車。
停車站
電鐵富山站 - 寺田站 - 上市站 - 中滑川站 - 電鐵魚津站 - 新魚津站 - 電鐵黑部站 - 新黑部站 - 宇奈月溫泉站

##### 特急「立山」
特急「立山」是行走於電鐵富山站至立山站之間的特急列車。只於立山黑部阿爾卑斯山脈路線開通時期（即4月16日至11月30日）行走，因此該列車被視為季節列車。在2021年4月1日時間表修正後被廢除。
運行班次
平日下行1班，星期六及假日下行2班，冬季暫停服務
使用車輛
使用富山地方鐵道10030形電動列車「雙層特快」。
停車站
電鐵富山站 → 寺田站 → 五百石站 → 岩峅寺站 → 有峰口站 → 立山站

##### 特急「黑部」
特急「黑部」是行走於電鐵黑部站至宇奈月溫泉站之間的特急列車。在2021年4月1日時間表修正後被廢除。
運行班次
平日2個往返班次
星期六及假日下行4班，上行1班
使用車輛
使用16010形電動列車等列車。
停車站
電鐵黑部站 - 新黑部站 - 宇奈月溫泉站

## 車站列表
- 全線位於富山縣內
- 軌道 … ∥：複線路段、∨：此起往下為單線、◇・｜：單線路段（◇為可進行列車交會）
- ●為全部停靠、△為只限上行停靠、▲為一部分停靠、｜↑為通過、↑為只限單方向運行。普通列車停靠所有車站。

| 車站編號 | 中文站名   | 日文站名 | 英文站名 | 站間距離 | 營業距離 | 急行 | 快速急行 | 接續路線、備註 | 軌道 | 所在地          |
| -------- | ---------- | -------- | -------- | -------- | -------- | ---- | -------- | --- | ---- | --------------- |
| T01      | 電鐵富山   |          |          | -        | 0.0      | ●    | ●        | 西日本旅客鐵道： 北陸新幹線、高山本線（富山） 愛之風富山鐵道：愛之風富山鐵道線（富山） 富山地方鐵道：富山市內軌道線（富山站停留場、電鐵富山站、ESTA前停留場） 富山輕軌：富山港線（富山站北停留場） | ∥    | 富山市          |
| T02      | 稻荷町     |          |          | 1.6      | 1.6      | ●    | ↓        | 富山地方鐵道：不二越線 | ∨    | 富山市          |
| T03      | 新田中     |          |          | 0.9      | 2.5      | ●    | ↓        | | ｜   | 富山市          |
| T04      | 東新       |          |          | 1.1      | 3.6      | ●    | ↓        | | ◇    | 富山市          |
| T05      | 越中荏原   |          |          | 1.1      | 4.7      | ●    | ↓        | | ◇    | 富山市          |
| T06      | 越中三鄉   |          |          | 2.3      | 7.0      | ●    | ↓        | | ◇    | 富山市          |
| T07      | 越中舟橋   |          |          | 1.5      | 8.5      | ●    | ↓        | | ◇    | 中新川郡 舟橋村 |
| T08      | 寺田       |          |          | 1.3      | 9.8      | ●    | ●        | 富山地方鐵道：立山線 | ◇    | 中新川郡 立山町 |
| T09      | 越中泉     |          |          | 0.7      | 10.5     | ｜   |          | | ｜   | 中新川郡 立山町 |
| T10      | 相之木     |          |          | 0.8      | 11.3     | ｜   |          | | ｜   | 中新川郡 上市町 |
| T11      | 新相之木   |          |          | 0.8      | 12.1     | ｜   |          | | ｜   | 中新川郡 上市町 |
| T12      | 上市       |          |          | 1.2      | 13.3     | ●    |          | | ◇    | 中新川郡 上市町 |
| T13      | 新宮川     |          |          | 1.8      | 15.1     | ｜   |          | | ｜   | 中新川郡 上市町 |
| T14      | 中加積     |          |          | 2.0      | 17.1     | ●    |          | | ◇    | 滑川市          |
| T15      | 西加積     |          |          | 1.6      | 18.7     | ｜   |          | | ｜   | 滑川市          |
| T16      | 西滑川     |          |          | 1.1      | 19.8     | ｜   |          | | ｜   | 滑川市          |
| T17      | 中滑川     |          |          | 0.8      | 20.6     | ●    |          | | ◇    | 滑川市          |
| T18      | 滑川       |          |          | 1.2      | 21.8     | ●    |          | 愛之風富山鐵道：愛之風富山鐵道線 | ｜   | 滑川市          |
| T19      | 濱加積     |          |          | 1.4      | 23.2     | ｜   |          | | ｜   | 滑川市          |
| T20      | 早月加積   |          |          | 1.2      | 24.4     | ｜   |          | | ◇    | 滑川市          |
| T21      | 越中中村   |          |          | 1.2      | 25.6     | ｜   |          | | ｜   | 滑川市          |
| T22      | 西魚津     |          |          | 2.0      | 27.6     | ●    |          | | ◇    | 魚津市          |
| T23      | 電鐵魚津   |          |          | 1.3      | 28.9     | ●    |          | | ｜   | 魚津市          |
| T24      | 新魚津     |          |          | 1.3      | 30.2     | ●    |          | 愛之風富山鐵道：愛之風富山鐵道線（魚津） | ◇    | 魚津市          |
| T25      | 經田       |          |          | 2.7      | 32.9     | ●    |          | | ｜   | 魚津市          |
| T26      | 電鐵石田   |          |          | 2.0      | 34.9     | ●    |          | | ◇    | 黑部市          |
| T27      | 電鐵黑部   |          |          | 2.3      | 37.2     | ●    |          | | ◇    | 黑部市          |
| T28      | 東三日市   |          |          | 0.6      | 37.8     | ●    |          | | ｜   | 黑部市          |
| T29      | 荻生       |          |          | 0.8      | 38.6     | ●    |          | | ｜   | 黑部市          |
| T30      | 長屋       |          |          | 1.0      | 39.6     | ●    |          | | ｜   | 黑部市          |
| T31      | 新黑部     |          |          | 1.1      | 40.7     | ●    |          | 西日本旅客鐵道： 北陸新幹線（黑部宇奈月溫泉） | ｜   | 黑部市          |
| T32      | 舌山       |          |          | 0.3      | 41.0     | ●    |          | | ◇    | 黑部市          |
| T33      | 若栗       |          |          | 0.7      | 41.7     | ●    |          | | ｜   | 黑部市          |
| T34      | 栃屋       |          |          | 1.1      | 42.8     | ●    |          | | ｜   | 黑部市          |
| T35      | 浦山       |          |          | 1.5      | 44.3     | ●    |          | | ◇    | 黑部市          |
| T36      | 下立口     |          |          | 1.3      | 45.6     | ●    |          | | ｜   | 黑部市          |
| T37      | 下立       |          |          | 0.7      | 46.3     | ●    |          | | ｜   | 黑部市          |
| T38      | 愛本       |          |          | 1.3      | 47.6     | ●    |          | | ｜   | 黑部市          |
| T39      | 內山       |          |          | 1.1      | 48.7     | ●    |          | | ◇    | 黑部市          |
| T40      | 音澤       |          |          | 0.8      | 49.5     | ●    |          | | ｜   | 黑部市          |
| T41      | 宇奈月溫泉 |          |          | 3.8      | 53.3     | ●    |          | 黑部峽谷鐵道：本線（宇奈月） | ◇    | 黑部市          |

## 注腳